# Dirigible
Un globo dirigible, dirigible o zepelín es un aerostato autopropulsado y con capacidad de maniobra para ser manejado como una aeronave. La sustentación aerostática se logra mediante depósitos llenos de un gas de menor densidad que la atmósfera circundante, llamado gas de elevación o gas elevador, por lo general hidrógeno, pero modernamente helio por tratarse de un gas no inflamable, aunque un poco menos ligero. Difiere de la sustentación aerodinámica, obtenida mediante el movimiento rápido de un perfil alar, como en el ala de un aeroplano o las aspas de un helicóptero.
Fue el primer artefacto volador capaz de ser controlado en un vuelo de larga duración. Su uso principal tuvo lugar aproximadamente entre 1900 y la década de 1930, para disminuir paulatinamente cuando los aeroplanos superaron sus capacidades y tras haber sufrido varios accidentes de relevancia; el más notable de los cuales fue sin duda el incendio del dirigible Hindenburg de hidrógeno en 1937. Actualmente se utilizan en una serie de aplicaciones secundarias, especialmente publicidad y turismo, pero no al transporte regular de mercancías ni pasajeros, son más pequeños y se recurre solamente como gas al helio.

## Zepelín
El daño físico infligido por los zepelines en el transcurso de la Primera Guerra Mundial resultó trivial, y las muertes que causaron no llegaron al millar. Asimismo, al mejorarse la tecnología militar, a lo largo del conflicto, de aviación y defensa tierra-aire se demostró su vulnerabilidad a los ataques de esta aviación y a las armas antiaéreas, especialmente aquellas con munición incendiaria.
Varios cayeron en llamas al ser derribados por los defensores británicos, y algunos otros se estrellaron en el camino. Retrospectivamente, los partidarios de utilizar los dirigibles para exploración demostraron que reconocer zonas desde dirigibles, en lugar de utilizarlos para el bombardeo, era un modo de empleo efectivo. La campaña de bombardeo terrestre resultó desastrosa en términos de moral, hombres y material. Varios pioneros alemanes murieron en tales misiones de propaganda. También atrajeron la atención sobre las fábricas de dirigibles, que fueron bombardeadas por la aviación británica.

## Tecnología

### Principio de sustentación
De acuerdo al principio de Arquímedes, todo cuerpo sumergido en un fluido recibe una fuerza de abajo hacia arriba equivalente al peso del fluido desplazado. Resulta obvio que el dirigible, un cuerpo inmerso en la mezcla de gases llamada aire, recibirá una fuerza ascensional resultante (P) equivalente al peso de aire ocupado por su volumen (V), menos el peso de su estructura y su carga (Q);
Siendo {\displaystyle \gamma } el peso específico del gas utilizado para llenar los depósitos del dirigible, y {\displaystyle \Gamma } el del aire, entonces:
{\displaystyle \ P=V(\Gamma -\gamma )-Q}

### Cualidades e inconvenientes
| Cualidades                                                                                  | Inconvenientes                                                                       |
| ------------------------------------------------------------------------------------------- | ------------------------------------------------------------------------------------ |
| Transporte económico (mejor tasa tonelaje/autonomía después del transporte marítimo)        | Riesgo de sobrecarga por nieve o escarcha                                            |
| Puede transportar grandes cargas                                                            | Relación volumen total / volumen de carga útil muy desfavorable.                     |
| Los eventuales fallos de los motores son menos críticos que en un avión.                    | Escasa capacidad de maniobra.                                                        |
| Pueden aterrizar prácticamente en cualquier sitio, sin requerir infraestructura importante. | Mayor vulnerabilidad a los vientos y a las condiciones meteorológicas desfavorables. |
| Mayor autonomía, vuelo silencioso, menor contaminación.                                     | Poca altitud de vuelo                                                                |

### Tipos

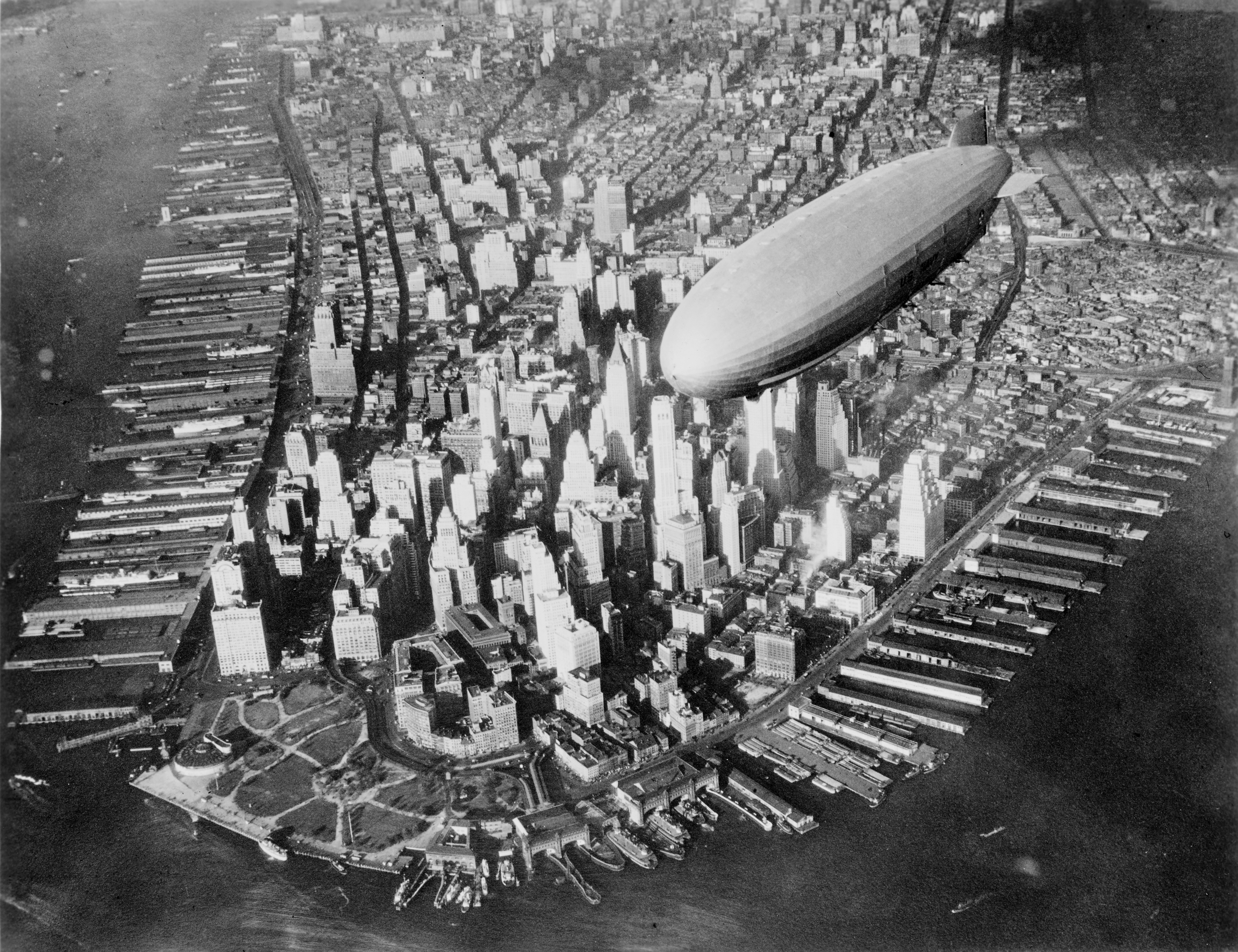
El USS Akron sobre Manhattan hacia 1932.

- Dirigible rígido: se caracterizan por poseer una estructura rígida que sostiene múltiples celdas o globos de gas no presurizado, por lo tanto, no dependen de la presión interna del gas para mantener su forma. Ejemplo: los Zeppelin.
- Dirigible semirrígido: requieren una presión interna generalmente menor, ya que incluyen estructuras bajo el globo que permiten distribuir las cargas. El uso ha sido similar al de los dirigibles flexibles.
- Dirigible flexible: utilizan la presión del gas interno para retener su forma. Pueden ser globos de observación, balizamiento o exploración que se diferencian de los aerostatos por la posibilidad de dirigir su movimiento horizontal, ya sea mediante hélices u otros mecanismos.
- Dirigibles con membrana metálica: reúnen las características de los dirigibles rígidos y de los flexibles, mediante la utilización de una envoltura metálica muy fina en lugar de tela plastificada. Solo se han construido dos dirigibles de este tipo: el dirigible de Schwarz de 1897 y el ZMC-2.
- Dirigibles híbridos: con este nombre se designan los aparatos que combinan características de las aeronaves (más pesadas que el aire atmosférico) con tecnologías de disminución del peso. Ejemplos de esto son algunos experimentos de híbridos helicóptero-dirigible, probados para la carga en crucero de largo alcance. Debe hacerse notar que la mayoría de los dirigibles son más pesados que el aire cuando están a plena carga, por lo que deben usar sus sistemas de propulsión y forma aerodinámica para lograr la sustentación. Esta circunstancia los convierte técnicamente en artefactos híbridos. Sin embargo la tipología concreta se refiere a aquellos que obtienen una parte significativa de su sustentación gracias a los perfiles alares, que suelen precisar una potencia considerable para el despegue.

### Sustentación
En los primeros tiempos de los dirigibles el principal gas de sustentación utilizado fue el hidrógeno, en cambio en Estados Unidos se usó helio. Es más, hasta 1950 se continuó utilizando el hidrógeno en todo el mundo por diversas razones: menor densidad que el helio, incapacidad para obtenerlo fuera de Norteamérica (hasta ese momento único productor) y además por cuestiones económicas, al ser mayor el precio del helio.
El hidrógeno es extremadamente inflamable, característica que causó el accidente del Hindenburg, así como otros accidentes (si bien hay teorías recientes que exculpan al hidrógeno de la causa de ese desastre –ver más abajo–). La sustentación que provee el hidrógeno es sin embargo solo un 8 % mayor que la del helio. Con el tiempo, el balance entre coste y seguridad se ha inclinado definitivamente por el uso del helio.
Los dirigibles norteamericanos se llenaban con helio desde la década de 1920, y los artefactos modernos tienen prohibido por ley llenarse con hidrógeno. A pesar de ello, algunos pequeños dirigibles experimentales, usan todavía hidrógeno.
Algunos aparatos pequeños, llamados dirigibles térmicos, se llenan con aire caliente de forma similar a los aerostatos.
Entre los gases disponibles más ligeros que el aire, la mayoría de ellos son tóxicos, inflamables, corrosivos, o con varias de estas características a la vez. Las excepciones son el helio, el neón y el vapor de agua.
Tanto el metano como el amoníaco se han utilizado puntualmente en globos experimentales. Y también se ha usado de forma aislada el vapor de agua en los dirigibles.
Otro problema era la estabilidad aerodinámica. El ingeniero español Eduardo Mier y Miura inventó el sistema de estabilidad con apéndices caudales.

## Historia

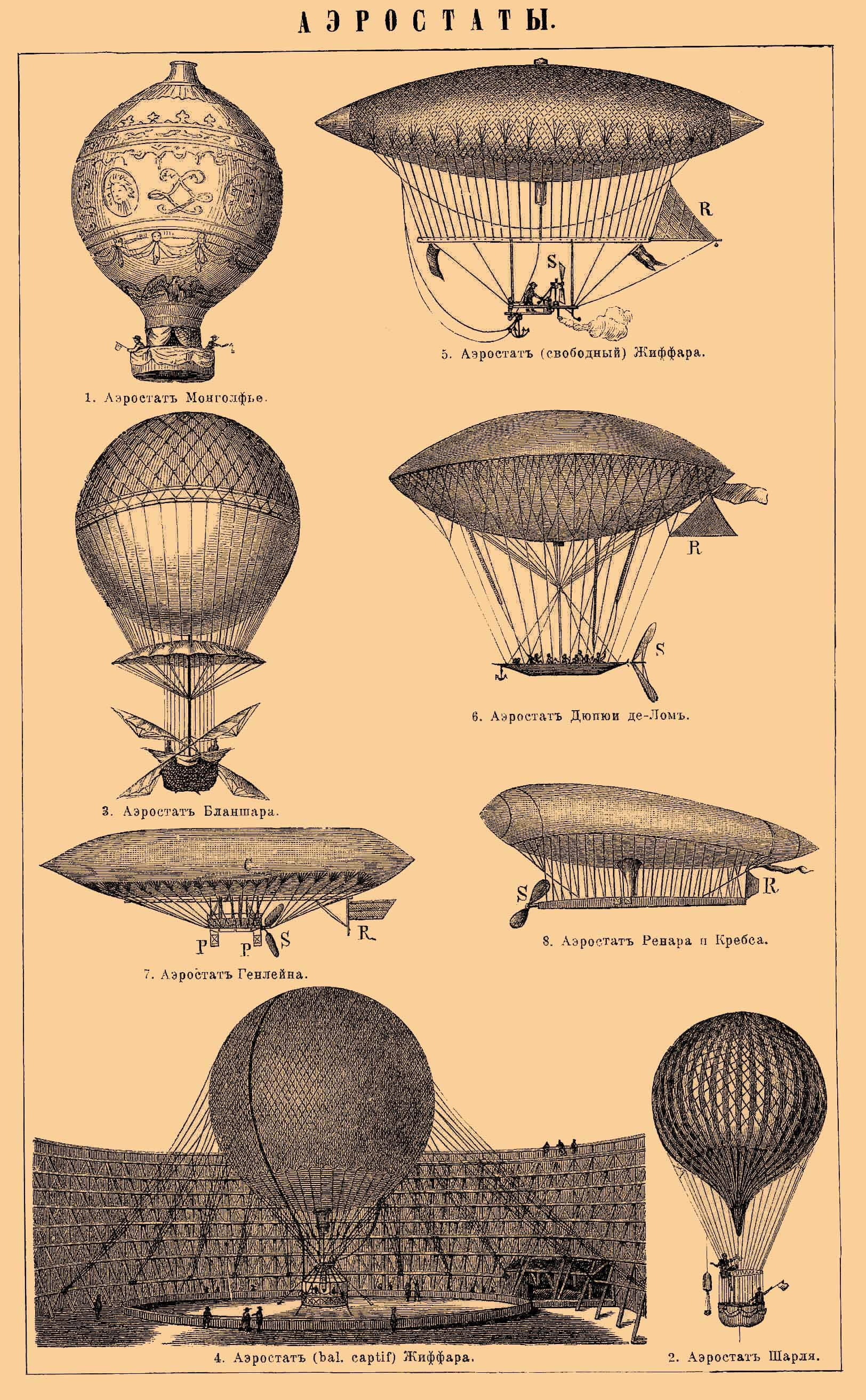
Varios tipos de aerostatos y dirigibles ilustrados en la enciclopedia Brockhaus y Efron (1890-1907). Se observan algunos de los modelos históricos que marcaron la evolución del dirigible a partir de los aerostatos: arriba a la izquierda, el globo de los hermanos Montgolfier (París, 1783); a su lado, el globo dirigible de Giffard (1852).

### Pioneros

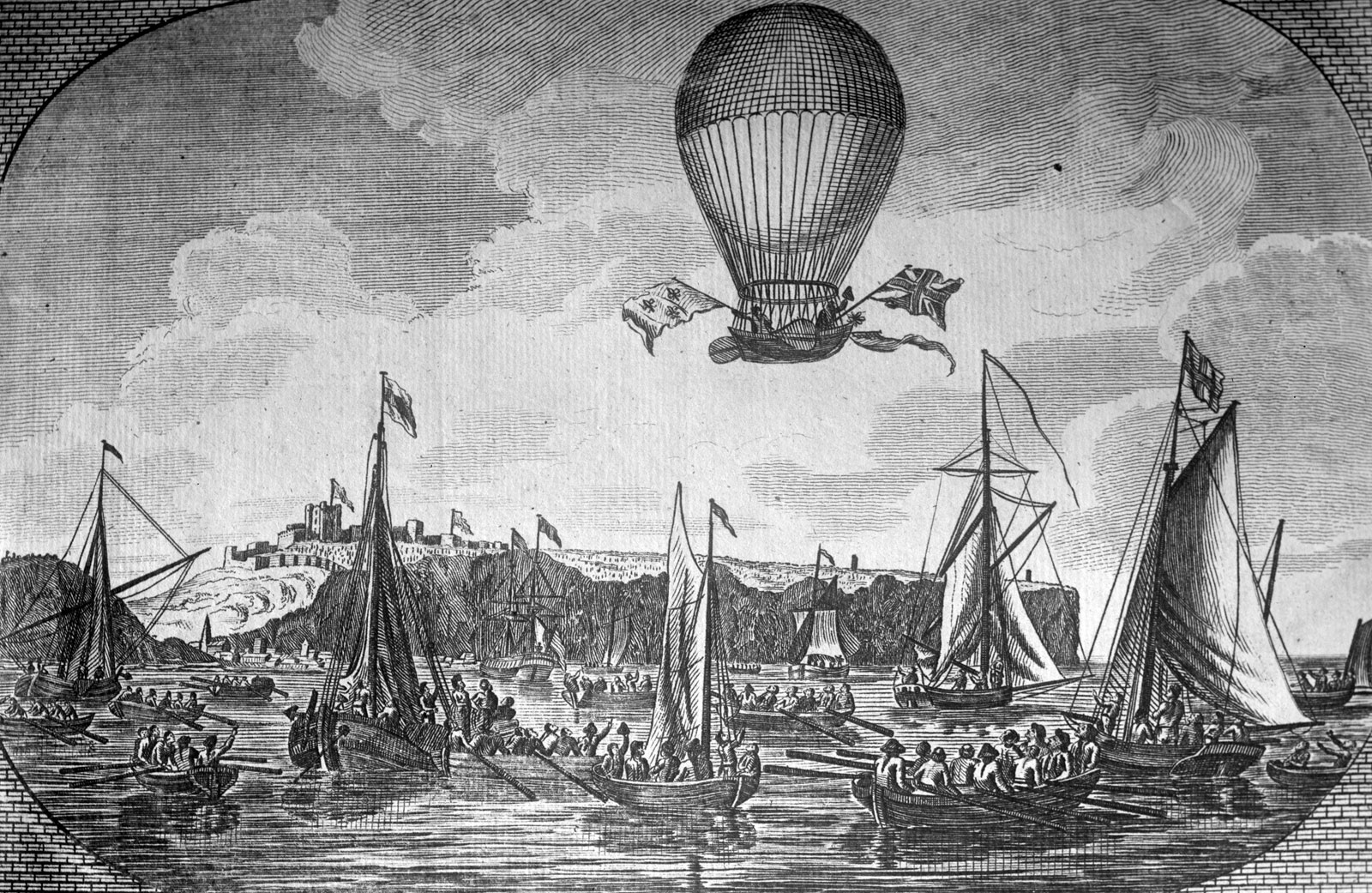
Cruce de Blanchard por el canal de la Mancha en 1785.

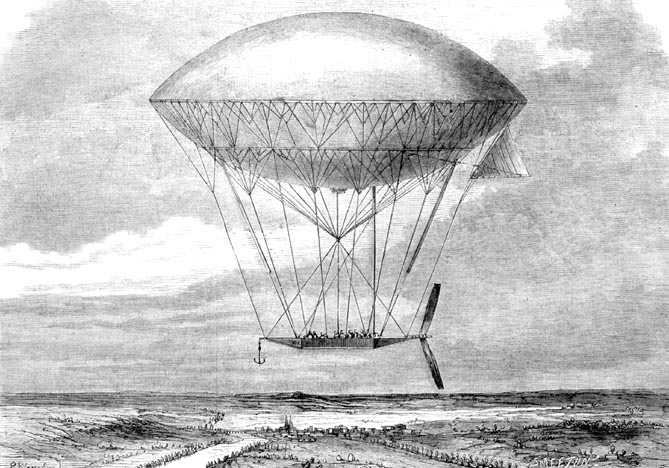
El globo dirigible desarrollado por Dupuy de Lome en 1873.

Los dirigibles estuvieron entre los primeros artefactos que lograron volar, a partir de varios diseños realizados a lo largo del siglo XIX. Fueron numerosos los intentos de hacer a los globos aerostáticos más gobernables, con mecanismos que se mantendrían luego en los dirigibles más modernos. Los primeros dirigibles obtuvieron los primeros récords de la aviación.
En 1784, Jean Pierre Blanchard agregó un propulsor manual a un globo aerostático, en lo que constituye el primer registro documentado de un vuelo propulsado. En 1785 cruzó el canal de la Mancha con un globo provisto de alas batientes como propulsores, y un timón con forma de cola de ave.

#### Primeros vuelos con motor
El nacimiento del concepto de dirigible, no obstante, no se produjo hasta la segunda mitad del siglo XIX, con la proliferación de iniciativas destinadas a conseguir un globo aerostático fiable y que no dependiera de las corrientes del viento para desplazarse en la dirección deseada.
La primera persona en realizar un vuelo a motor fue Henri Giffard, quien en 1852 voló 27 km en un dirigible propulsado mediante una máquina de vapor. La tecnología de vapor (1856) no se popularizó y otros pioneros lanzaron sus propuestas. En 1863, Solomon Andrews inventó el Aereon, un globo con forma de cigarro de 24 m gobernable y sin motor. Según su creador, el mismo empleaba como propulsión la «gravitación». Su propuesta tampoco tuvo eco.
En 1872, el arquitecto naval francés Dupuy de Lome desarrolló un gran globo bastante gobernable, impulsado por un gran propulsor y la fuerza de ocho personas. El objetivo era utilizarlo durante la guerra franco-prusiana como mejora para los aerostatos de comunicación entre París y el interior durante el asedio de París por las fuerzas alemanas, pero el diseño fue completado después de finalizada la contienda.
Por su parte, Charles F. Ritchel hizo una demostración pública de vuelo en 1878 con un dirigible rígido unipersonal impulsado a mano, y logró construir y vender cinco unidades.
En 1880, Karl Wölfert y Ernst Georg August Baumgarten intentaron volar un dirigible propulsado en cielo abierto, pero se estrellaron.

#### Primeros propulsores eléctricos
En octubre de 1883, Gastón Tissandier aplicó el primer propulsor eléctrico a un globo, mediante un motor Siemens de 1,5 caballos de fuerza, en un vuelo no tripulado. También en Francia, el primer dirigible totalmente operativo a cielo abierto fue construido para el ejército francés por Charles Renard y Arthur Krebs en 1884. El vehículo, denominado 'La France tenía 52,30 m de longitud y 1872 m³ de volumen. Realizó un vuelo de 8 km en 23 minutos con ayuda de un motor eléctrico de 8,5 caballos de potencia.
En 1887, el científico, militar y político colombiano Carlos Albán inventa un sistema de globos aerostáticos de envoltura metálica, cuya patente fue solicitada en 1887 al Ministerio de Industria de Colombia. El general Rafael Reyes, como ministro de Fomento, concedió la patente #58 con término de veinte años, el 9 de octubre de 1888. En un acto de amistad cede la patente a Ferdinand von Zeppelin.

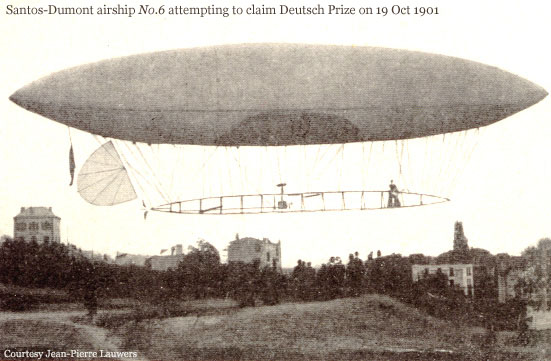
El dirigible Número 6 de Santos-Dumont, en 1901.

En 1901, el brasileño Alberto Santos-Dumont en su dirigible Número 6 ganó el premio Deutsch de la Meurthe de 100 000 francos por volar ida y vuelta del Parque Saint Cloud a la torre Eiffel en menos de treinta minutos. Muchos inventores se inspiraron en el pequeño dirigible de Santos Dumont, y el artefacto comenzó a difundirse por todo el mundo.
Por esta época, muchos pioneros, como el estadounidense Thomas Scott Baldwin financiaron sus actividades llevando pasajeros y efectuando demostraciones públicas, lo que ayudó a popularizar el aparato como medio de transporte seguro. Otros, como Walter Wellman y Melvin Vaniman se enfocaron en lograr mayores desafíos, intentando dos vuelos polares en 1907 y 1909, y dos vuelos transatlánticos en 1910 y 1912.
En 1902, el español Leonardo Torres Quevedo difundió en España y Francia su proyecto de globo dirigible. Con armazón semirrígido, superaba los defectos de estas aeronaves tanto de estructura rígida (tipo zepelín) como flexible, posibilitando a los dirigibles volar con más estabilidad, emplear motores pesados y cargar gran número de pasajeros. En 1904, el teniente coronel de artillería retirado don Manuel Rivera y Sempere, publicó una: 'Memoria sobre navegación aérea, descriptiva de un sistema', en la que presentaba un dirigible con perfil semejante a los de las alas de los aeroplanos, planta lenticular 'bífida', y estructura metálica. En 1905, Leonardo Torres Quevedo, ayudado por el capitán A. Kindelán, construyó el España en el aeródromo militar de Guadalajara. En 1909, desarrolló otro aparato perfeccionado y se lo ofreció a la firma francesa Astra, que en 1911 comenzó a fabricarlo en serie, llegando a ser el dirigible Astra-Torres muy utilizado durante la Primera Guerra Mundial por los ejércitos aliados. En 1918, no obstante, había fracasado por cuestiones económicas la fabricación, junto al ingeniero militar E. Herrera, de un gran dirigible transatlántico, el “Hispania”.

### Edad de oro
El comienzo de la «edad de oro» está marcada por el bautismo del Luftschiff Zeppelin (LZ1) en julio de 1900, uno de los dirigibles más famosos de todos los tiempos. Los Zeppelin recibieron su nombre en honor del conde Ferdinand von Zeppelin, que experimentó con diseños de dirigibles rígidos en la década de 1890. Al comienzo de la Primera Guerra Mundial los Zeppelin tenían una estructura cilíndrica de aleación de aluminio y un casco cobertor de tela que contenía celdas de gas separadas.
Se utilizaron aletas multiplano para el control y la estabilidad, dos góndolas para la tripulación bajo el casco, y propulsores adheridos a ambos lados. Además había una barquilla o cabina para pasajeros localizada entre las dos góndolas, que durante la guerra se utilizaría como depósito de bombas.

#### Primera Guerra Mundial

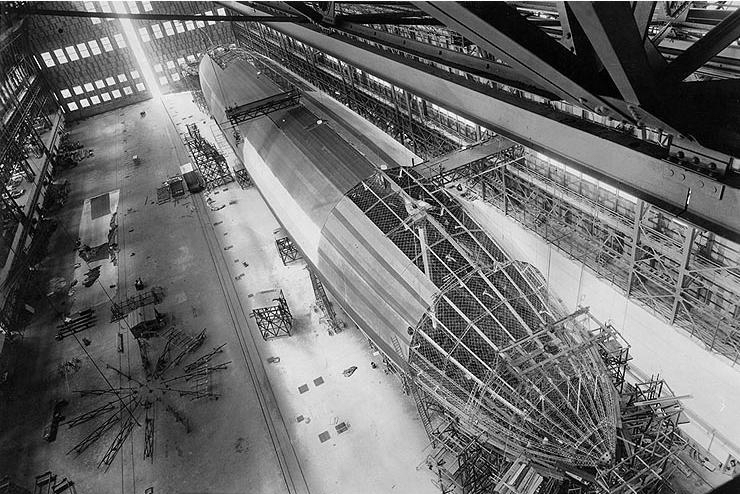
Construcción del USS Shenandoah (ZR-1), 1923.

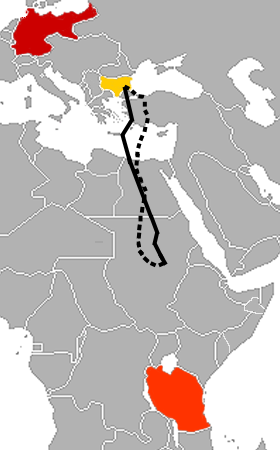
Recorrido del LZ-104 alemán.

La posibilidad de utilizar dirigibles como bombarderos se había pensado en Europa desde mucho antes que ello fuera posible. H. G. Wells describe la destrucción de flotas y ciudades enteras por ataques de dirigibles en La guerra del aire (1908), y textos de otros escritores británicos no tan famosos sostenían que el dirigible alteraría para siempre el escenario de los conflictos mundiales.
El 5 de marzo de 1912, las fuerzas italianas fueron las primeras en usar dirigibles de uso militar para el reconocimiento al oeste de Trípoli tras las líneas turcas. Sin embargo, los dirigibles debutaron como arma durante la Primera Guerra Mundial.
El conde Zeppelin y otros militares alemanes creyeron haber obtenido el arma ideal para contrarrestar la superioridad naval británica, y poder atacar en suelo inglés. Otros más realistas pensaron que el zepelín era un elemento valioso para exploración y ataque naval. Las incursiones se iniciaron a fines de 1914, tuvieron su cenit en 1915, y fueron más esporádicas después de 1917.
Dentro de las acciones llevadas a cabo por dirigibles durante la Gran Guerra cabe destacar la del dirigible militar alemán Zeppelin LZ-104 (número de construcción designado L 59 por la Armada Imperial Alemana)), que el 21 de noviembre de 1917 partió de Yambol (Bulgaria) en una misión sin regreso para abastecer a las fuerzas del comandante Paul von Lettow-Vorbeck destinadas en el África Oriental Alemana, las cuales se hallaban en una situación precaria rodeadas por fuerzas inglesas y sin acceso a avituallamientos. Tras no pocos problemas y recorrer más de la mitad de su viaje (6800 km), a la altura de Jartum, en Sudán, la tripulación recibe un mensaje cifrado del comando naval alemán para que abortasen la misión y regresasen a su base. Algunos afirman que el mensaje era falso, que los ingleses habían roto los códigos navales secretos alemanes, emitiendo un falso mensaje sobre la capitulación de Lettow-Vorbeck. Una rendición que nunca llegó a producirse ya que fue este el único frente de batalla en las colonias donde Alemania no sería derrotada. Lo cierto es que fue un mensaje de Lettow-Vorbeck comunicando que no habían sido capaces de retener la planicie alrededor de Mahende, destino previsto del dirigible, y se habían replegado a un terreno montañoso donde era muy arriesgado tocar tierra. Sin esperanza de encontrar un lugar seguro para aterrizar, el L 59 dio media vuelta.[cita requerida]

#### Dirigibles de guerra británicos
Mientras tanto, la Marina Real británica reconoció la necesidad de contar con aeronaves pequeñas para contrarrestar los ataques submarinos en aguas costeras, y comenzó en febrero de 1915 a producir la clase SS (Sea Scout - Explorador del mar) de pequeños dirigibles. Tenían un volumen no superior a 2000 m³, y por economía de medios, utilizaron al comienzo propulsión simple (BE2c, Maurice Farman, Armstrong FK), alerones y timones de pequeña superficie. Igualmente se desarrollaron máquinas más avanzadas con góndolas como las de clase "C" (Coastal), C* (Coastal Star), NS (North Sea), SSP (Sea Scout Pusher), SSZ (Sea Scout Zero), SSE (Sea Scout Experimental) y SST (Sea Scout Twin).
La clase NS, después de problemas iniciales de puesta en funcionamiento, probaron ser los mejores dirigibles al servicio británico. Tenían una capacidad de algo más de 10 000 m³ de gas. una tripulación de 10 personas, y autonomía de 24 horas. Transportaban seis bombas de 100 kg y entre 3 y 5 ametralladoras. Los dirigibles británicos se utilizaron para exploración, limpieza de minas, y ataque de submarinos.
Durante la guerra, los británicos construyeron más de 225 dirigibles no rígidos, de los cuales varios fueron vendidos a Rusia, Francia, Estados Unidos e Italia. El Reino Unido, a su vez, adquirió un dirigible semirrígido clase "M" a Italia, cuya entrega se demoró hasta 1918. Para la época del armisticio se habían construido ocho dirigibles rígidos, y siete más estaban en avanzado estado de construcción. El gran número de tripulaciones entrenadas, baja tasa de fracasos y la experimentación constante permitieron al Reino Unido liderar la tecnología de los dirigibles no rígidos al término de la guerra.
Ya en esa época los aviones reemplazaban a los dirigibles como bombarderos, y los zepelines alemanes que quedaron fueron destruidos por su tripulación, vendidos o subastados por los Aliados como desechos de guerra. El programa británico de dirigibles fue más que nada una reacción al eventual poderío alemán en el tema, y se basó –aunque no totalmente– en la imitación de la tecnología alemana.

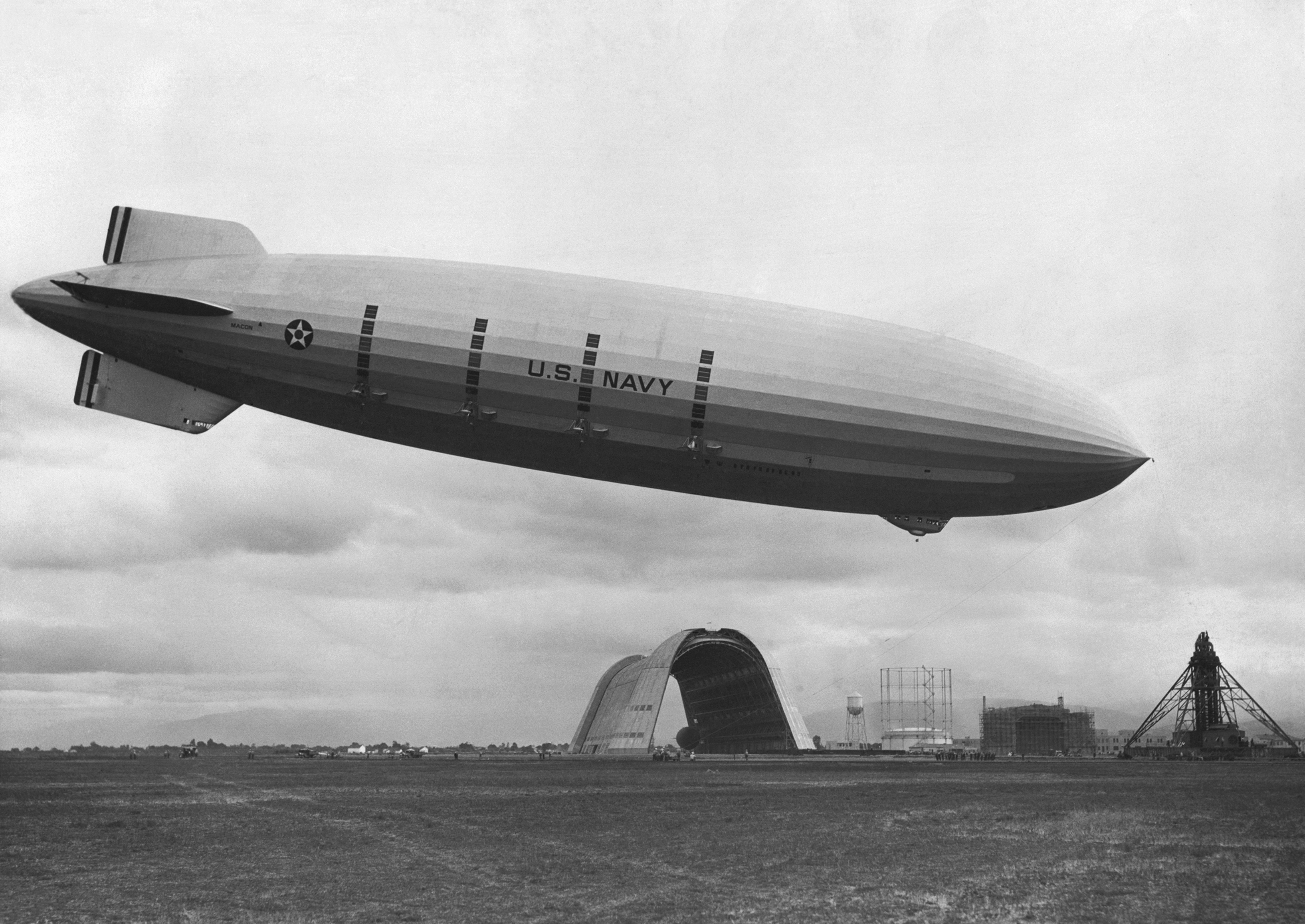
Dirigible tipo Zeppelin, estadounidense USS Macon (ZRS-5) sobre el aeropuerto federal de Moffet en 1933.

Es necesario recordar, que los dirigibles de la clase North Sea y Coastal Star, se basaron en diseños del español Torres Quevedo. Se construyeron más de 60 dirigibles con la tecnología de Torres Quevedo. Famoso fue el North Sea 11, que batió un récord mundial de vuelo al permanecer en el aire durante 4 días y 4 horas. La licencia de construcción estipulaba el pago al inventor español de 3 francos por metro cúbico de dirigible, pero nunca llegó a cobrar nada, seguramente por motivos de la guerra. Sin embargo los franceses sí cumplieron con estos royalties y pagaron esos 3 francos al inventor. Consta en algunos documentos que Torres Quevedo redujo esa cantidad a un franco y medio, para colaborar con los aliados en la gran guerra.

#### Entreguerras
Los dirigibles que usaban la tecnología Zeppelin se denominaban frecuentemente zeppelines aún sin tener conexión con la fábrica alemana Zeppelin. Varios vehículos de este tipo se construyeron en Estados Unidos y el Reino Unido en las décadas de 1920 y 1930, en el período de entreguerras, la mayoría imitando el diseño Zeppelin original a partir de unidades alemanas estrelladas o capturadas durante la Primera Guerra Mundial.

##### Reino Unido
Los dirigibles británicos R33 y R34, por ejemplo, eran copias casi idénticas del dirigible alemán L-33, que se estrelló prácticamente intacto en Yorkshire el 24 de septiembre de 1916. A pesar de construirse con un retraso de tres años (terminados en 1919) estos modelos hermanos fueron dos de los más exitosos dirigibles británicos en servicio.
El 2 de julio de 1919, el R34 fue el primer dirigible en realizar un doble cruce completo del Océano Atlántico, aterrizando en Mineola, Long Island, el 6 de julio de 1919 después de 108 horas de vuelo. El cruce de retorno comenzó el 8 de julio debido a demoras en la partida, y llevó 75 horas. Impresionados, los líderes británicos comenzaron a considerar la posibilidad de armar una flota de dirigibles que pudiera conectar la metrópoli con sus lejanas colonias, pero las condiciones económicas de posguerra, hicieron que al mayoría de los dirigibles fueran desactivados, y sus tripulaciones licenciadas. Recién en 1929 se inició la construcción de los modelos R-100 y R-101.

##### Estados Unidos
Otro ejemplo fue el primer dirigible rígido construido en Estados Unidos, el USS Shenandoah (ZR-1), que voló en 1923, cuando todavía el USS Los Angeles (ZR-3) estaba en construcción. Fue bautizado el 20 de agosto en Lakehurst, Nueva Jersey, y se destacó por ser el primero llenado con el gas noble helio, tan raro en ese momento, que el USS Shenandoah contenía la mayoría de las reservas mundiales. Así cuando el USS Los Angeles se terminó, fue en principio llenado con helio prestado por el USS Shenandoah.
La obra de Zeppelin se conservó mediante el pago en concepto de «reparaciones de guerra», según el tratado de Versailles, con la entrega del dirigible alemán LZ 126, que se convertiría en el USS Los Angeles de la Armada de los Estados Unidos. El éxito del modelo llevó a la armada estadounidense a desarrollar la investigación de sus propios dirigibles.
La Armada de los Estados Unidos elaboró la idea de usar dirigibles como transporte de carga aérea. Con anchos océanos protegiendo la nación, la idea de flotas de dirigibles capaces de cruzarlos rápidamente -y al mismo tiempo el país- para enviar aviones a atacar a enemigos que se aproximaran, tenía cierto atractivo.
Era una idea innovadora, pero tenía oposición interna. Se construyeron, sin embargo, el USS Akron y el USS Macron para probar el sistema. Cada dirigible cargaba cuatro aviones caza, y podía llevar un quinto en el hangar de aterrizaje. Quizá la facilidad con que podía destruirse un dirigible fue la justificación final para no continuar con el proyecto.

##### Alemania
Alemania, entretanto, construía el Graf Zeppelin LZ 127, con el objetivo de armar una nueva clase de dirigible de pasajeros. Como detalle tecnológico interesante, el Graf Zeppelin quemaba gas Blau, similar al propano como combustible, aprovechando su densidad similar a la del aire, con lo que evitaba el aumento de carga que se hubiera producido al usar combustible líquido.
Inicialmente los dirigibles lograron gran éxito y un impresionante récord de seguridad. El Graf Zeppelin, por ejemplo, voló más de dos millones de kilómetros, incluyendo la primera circunnavegación del planeta, sin un solo accidente. La expansión de la flota de dirigibles y el crecimiento, a veces excesivo, de la confianza de los diseñadores, alcanzó gradualmente los límites del sistema, y el éxito inicial dio paso a una serie de trágicos accidentes.

### Impopularidad y caída en desuso

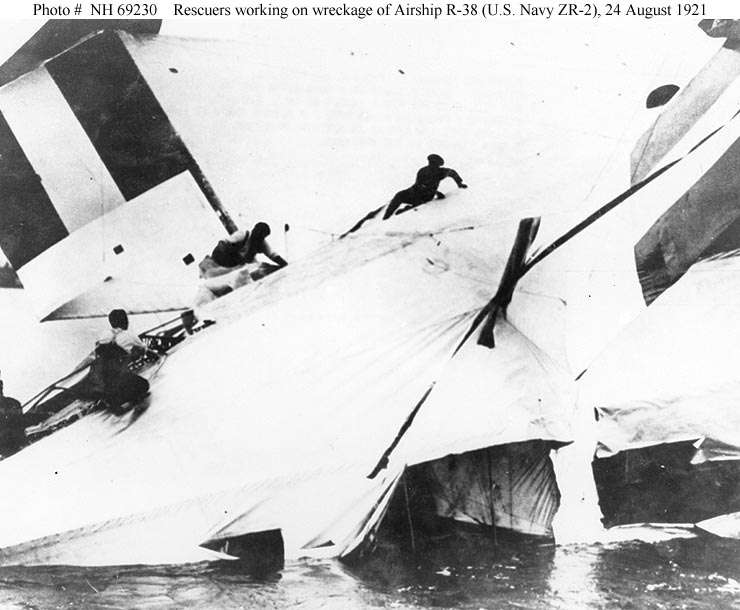
Rescatistas revisando los restos del dirigible británico R38 (ZR-2), estrellado el 24 de agosto de 1921.

El USS Los Angeles (ZR-3) voló exitosamente durante ocho años, pero la armada estadounidense perdió sus dirigibles construidos en los Estados Unidos en distintos accidentes:
- El USS Shenandoah (ZR-1) se estrelló durante una severa tormenta sobre Noble County, Ohio, en un vuelo publicitario mal planificado, el 3 de septiembre de 1925. Resultó destrozado y murieron 14 miembros de su tripulación.
- El USS Akron (ZRS-4) fue golpeado por una ráfaga de viento y arrojado mar adentro en la costa de Nueva Jersey el 3 de abril de 1933. Como no llevaba botes de salvamento y pocos salvavidas, 73 de sus 76 tripulantes fallecieron ahogados o a causa de la hipotermia.
- El USS Macon (ZRS-5) se estrelló después de sufrir una falla estructural en su alerón superior costa afuera de Point Sur en California el 12 de febrero de 1935. Solo se perdieron dos vidas de una tripulación de 86, gracias a la inclusión de chalecos salvavidas y balsas inflables después del desastre del USS Akron.

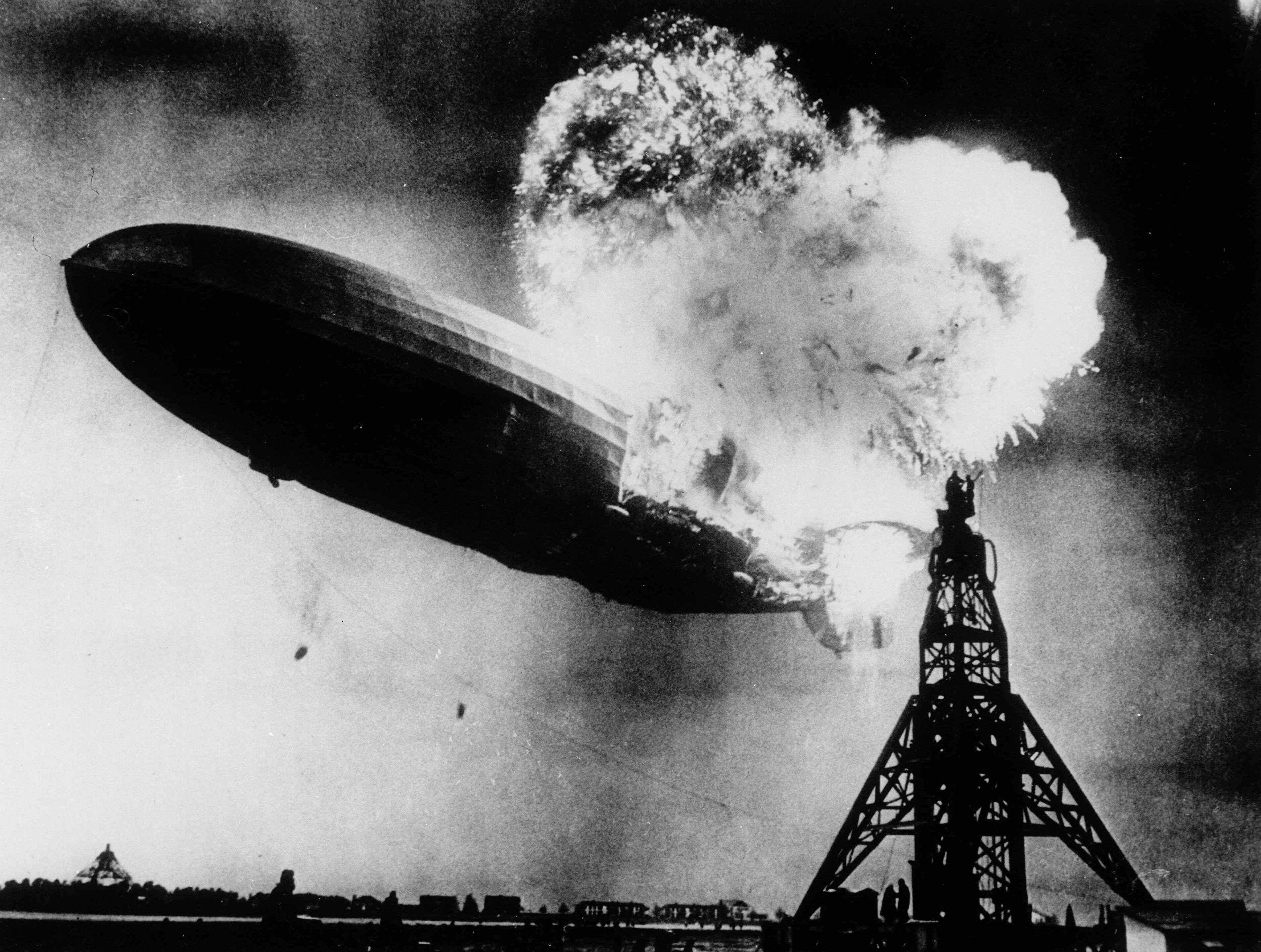
El LZ 129 Hindenburg en el momento de su incendio, el 6 de mayo de 1937.

Los británicos sufrieron sus propias tragedias aéreas:
- El R38 (ZR-2) se estrelló el 24 de agosto de 1921, mientras volaba sobre la ciudad de Hull (Yorkshire) y se estrelló en el estuario del Humber, matando a 44 de los 49 tripulantes a bordo.[14][15]
- En 1930, el R-101, un modelo muy avanzado para su época, pero construido deprisa y enviado en un vuelo a la India antes de estar terminado, se estrelló en Francia con la pérdida de 48 de sus 54 tripulantes. A causa de la mala publicidad que rodeó al accidente, el Ministerio del Aire suspendió la operación del R-100 y lo vendió como chatarra en 1931. Ello a pesar de su exitoso vuelo inaugural cruzando el Atlántico.

Sin embargo, el accidente más espectacular y recordado fue el incendio del hidrógeno que proporcionaba la sustentación en el LZ 129 Hindenburg el 6 de mayo de 1937, que evaporó la confianza en los dirigibles y marcó el triunfo final de los aeroplanos, de menor coste de construcción, pero de propulsión más cara. De las 97 personas a bordo murieron 36 (13 pasajeros y 23 tripulantes). Se mantienen muchas controversias sobre las causas del accidente. Como detalle curioso, diversas publicaciones de divulgación de los EE. UU., habían apuntado las bases de los procedimientos de obtención del helio, incombustible, en fechas tempranas, como 1923 (Popular Mechanics), y hacia 1930 y en 1936 (Mechanix Illustrated).
Los peores desastres, R-101, USS Shenandoah (ZR-1), USS Akron (ZRS-4) y el LZ 129 Hindenburg fueron todos en parte resultado de interferencias políticas en la construcción, y en los procedimientos de vuelo. Recientemente, en 1997, Addison Bain, un científico jubilado de la NASA, hizo públicas las conclusiones de varios años de investigación sobre el accidente del Hindenburg; con objeto de aumentar la resistencia de la lona de algodón que envolvía al dirigible, se le aplicó un barniz que contenía polvo de aluminio, que es altamente inflamable y de difícil extinción.
La «teoría catastrófica» de los dirigibles debe mucho a la prensa sensacionalista de las décadas de 1920 y 1930, e ignora navíos exitosos como el Graf Zeppelin, el R100 y el USS Los Angeles.

#### Segunda Guerra Mundial
Mientras que los alemanes decidieron declarar a los dirigibles obsoletos para uso militar en la nueva guerra, y concentraron la investigación en los aeroplanos, los Estados Unidos continuaron un programa de construcción, a pesar de no haber desarrollado una doctrina militar clara para los dirigibles. A la fecha del ataque japonés a Pearl Harbor, el 7 de diciembre de 1941, en que Estados Unidos se vio involucrado de lleno en la Segunda Guerra Mundial, tenía en operación diez dirigibles no rígidos:
- Cuatro de clase K: K-2, K-3, K-4 y K-5 diseñados como vehículos de patrulla, construidos a partir de 1938.
- Tres de clase L: L-1, L-2 y L-3 pequeños dirigibles de entrenamiento, producidos también a partir de 1938.
- Un clase G construido en 1936 para entrenamiento.
- Dos clase TC, que eran viejos modelos de patrulla diseñados para fuerzas de tierra, construidos en 1933. La Armada se los compró al Ejército de los Estados Unidos en 1938.

Solamente las clases K y TC podían usarse para propósitos de combate, y fueron puestos rápidamente en servicio contra los submarinos japoneses y alemanes, que por entonces atacaban a los barcos estadounidenses dentro del alcance visual de sus costas. El comando de la Armada, recordando el éxito de los dirigibles como arma antisubmarino durante la Primera Guerra Mundial, requirió en forma inmediata la construcción de nuevos dirigibles antisubmarinos, y el 2 de enero de 1942 formó la unidad de patrulla ZP-12 con base en Lakehurst con los cuatro dirigibles clase K. Un mes más tarde se formó la unidad de patrulla ZP-32 con base en Sunnyvale, California, constituida por dos dirigibles clase TC y dos clase L. También se creó una base de entrenamiento de dirigibles.
Entre los años 1942 y 1944 se entrenaron aproximadamente 1400 pilotos y 3000 tripulantes, y el personal militar total destinado a los dirigibles creció de 430 a 12 400 efectivos. Los dirigibles estadounidenses fueron fabricados por la compañía Goodyear en Akron, Ohio, que completó 154 unidades entre 1942 y 1945, incluyendo 133 de clase K, 10 de clase L, diez de clase G, y 4 de clase M, además de cinco clase L para compradores civiles.

#### Misión de los dirigibles
La misión de los dirigibles era patrullar y escoltar cerca de las costas estadounidenses. También sirvieron como centro de organización para los convoyes de barcos, y se usaron durante la búsqueda naval en operaciones de rescate. En menor medida, se utilizaron para reconocimiento aerofotográfico, colocación y barrido de minas navales, transporte de paracaidistas y transporte de personal.
Fueron muy exitosos en su tarea principal (la protección antisubmarina de buques), alcanzando la mayor tasa de éxitos de la Fuerza aérea de los Estados Unidos (87 %). Durante la guerra, alrededor de 532 barcos fueron hundidos cerca de las costas estadounidenses por submarinos enemigos. Sin embargo, ni uno solo de los aproximadamente 89 000 navíos incluidos en convoyes escoltados por dirigibles, resultó hundido por el fuego enemigo.
Atacaban a los submarinos con cargas de profundidad y –con menos frecuencia– con otras armas a bordo. Podían competir con la baja velocidad de los submarinos, y bombardearlos hasta su destrucción. Por otro lado, los submarinos sumergidos no tenían medios de detectar la aproximación de un dirigible, mientras que estos podían verlos desde la altura.
Solamente un dirigible resultó destruido por un submarino enemigo. En la noche del 18 al 19 de julio de 1943, un dirigible clase K (el K 74) de la división ZP-21 estaba patrullando la costa cerca de Florida. Usando el radar, localizó un submarino alemán en superficie. El dirigible atacó, pero el submarino abrió fuego antes. Las cargas de profundidad del dirigible no se soltaron mientras cruzaba sobre el submarino, y el K 74 recibió serios daños, perdiendo presión de gas y un motor, pero logró amarizar sin pérdida de vidas. La tripulación fue rescatada por lanchas de patrullaje en la mañana, a excepción de Isadore Stessel, quien falleció por el ataque de un tiburón. El submarino (U-34) resultó levemente dañado, pero al día siguiente fue nuevamente atacado por la aviación, recibiendo daños mayores que le obligaron a retornar a su base. El U-34 fue hundido el 24 de agosto de ese mismo año por un avión británico cerca de Vigo.

#### Europa
Algunos dirigibles estadounidenses entraron en acción en el teatro de batalla europeo. La unidad ZP-14 operó en el Mar Mediterráneo desde junio de 1944, evitando totalmente el acceso de los submarinos del Eje por el estrecho de Gibraltar. Los dirigibles de la división ZP-12 tomaron parte en el hundimiento del último submarino antes de la capitulación alemana (el U-881) el 6 de mayo de 1945 junto con los destructores USS Atherton y USS Mobery.

#### Unión Soviética
La Unión Soviética operó un único dirigible durante la Segunda Guerra Mundial. El W-12, cuya construcción se llevó a cabo en 1939, entró en servicio para entrenamiento de paracaidistas y transporte de equipamiento. Realizó 1432 viajes transportando 300 t de carga hasta 1945. El 1 de febrero de 1945 los soviéticos completaron la construcción de un segundo dirigible, clase Pobieda, utilizado para dragado de minas y recuperación de restos en el mar Negro hasta que se estrelló el 21 de junio de 1947.
En 1947 se encargó una tercera unidad, clase W-12bis Pobieda, que fue utilizada mayormente en entrenamiento de tripulaciones, desfiles y propaganda.

## Nueva era de los dirigibles
Aunque los dirigibles no continuaron usándose para transportar pasajeros, siguieron en servicio para otros propósitos, como avistaje y publicidad.
En años recientes la compañía Zeppelin retornó al negocio de los dirigibles. Su nuevo modelo, designado Zeppelin NT hizo su vuelo inaugural el 18 de septiembre de 1997. Actualmente (2007), hay tres unidades en servicio: una de ellas vendida a una empresa japonesa.

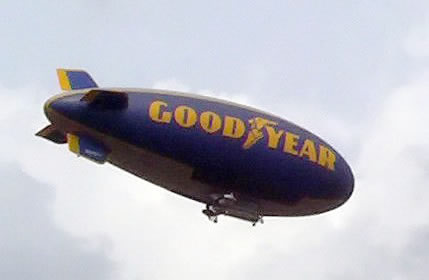
Uno de los dirigibles de la compañía estadounidense Goodyear Tire & Rubber en São Paulo, Brasil.

Los dirigibles no rígidos continuaron utilizándose para publicidad y como plataforma para cámaras de TV en los grandes eventos deportivos. El más conocido es el dirigible Goodyear, del que existen tres unidades en operación en Estados Unidos. Además el grupo Lighstip opera más de 19 dirigibles en diversos lugares del mundo.
La empresa Airship Management Services opera tres dirigibles tipo Skyship 600. Dos de ellos prestan servicio como unidades de publicidad en Estados Unidos, y el tercero opera servicios turísticos en Suiza. Esta unidad también ha realizado otras presentaciones relevantes: por ejemplo, voló sobre Atenas durante los Juegos Olímpicos del año 2004, prestando servicios de seguridad y control de público.
En mayo de 2006, se informó que la armada estadounidense está comenzando a operar nuevamente dirigibles después de una interrupción de 44 años. Las tareas se centran en entrenamiento de tripulaciones e investigación. En noviembre de 2006, adquirió un dirigible A380+ que entró en operación a fines de 2007. Se piensa iniciar con él vuelos de prueba con la meta principal de llevar unos 1100 kg de carga a una altitud de 4575 m bajo control remoto y sistemas de navegación automáticos. El programa investigará así mismo la posibilidad de llevar 435 kg de carga hasta una altitud de 6100 m.
Turtle Airships, una empresa española trabajó en un novedoso proyecto, una aeronave de gran tamaño con forma similar a un dirigible convencional, contaría con paneles solares en su parte superior, los cuales producirían la energía necesaria para mover el dirigible a una velocidad de alrededor de 40 mph en condiciones normales, gracias a 70 caballos de potencia.

### Dirigible térmico

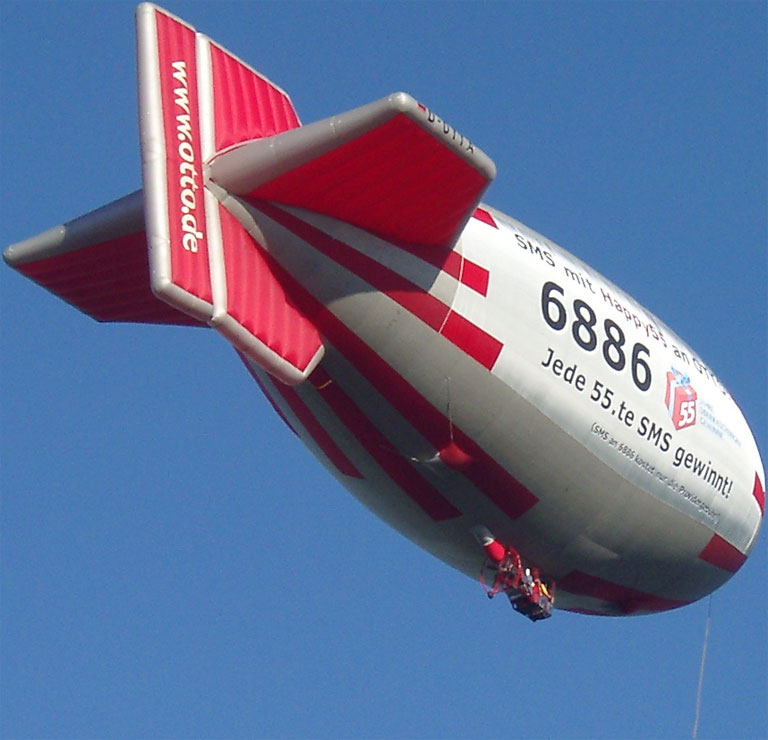
Dirigible térmico.

Varias compañías, como por ejemplo Globos Cameron de Bristol, Reino Unido, construyen dirigibles térmicos que combinan la estructura de globos de aire caliente y pequeños dirigibles. La envoltura tiene la forma normal de "cigarro", con alerones agregados, pero no están llenados con helio, sino por aire caliente.
Debajo del globo se suspende una pequeña góndola, apta para llevar al piloto y hasta tres pasajeros, un pequeño motor y los quemadores que permiten calentar al aire.
Los dirigibles térmicos son más económicos en precio de compra y en mantenimiento respecto de los modernos aparatos basados en sustentación por helio, y tienen la ventaja que pueden ser fácilmente desinflados después de los vuelos. Como contrapartida, su capacidad de carga y su velocidad de crucero son inferiores. Se utilizan principalmente para publicidad, pero al menos uno de ellos se ha utilizado para observación de vida salvaje en la selva.

### Investigación y perspectiva
La investigación actual sobre dirigibles tiene dos objetivos principales:
1. Factibilidad de alcanzar altitudes mayores, para uso en plataformas de comunicación o sensoras.
2. Transporte de larga distancia para cargas muy pesadas.

El gobierno estadounidense ha dirigido sus dos mayores programas de investigación a la consecución de mayores altitudes de operación. Uno de los programas está patrocinado por el Comando de defensa espacial y misilístico del ejército y se denomina CHHAPP. Al dirigible en estudio se lo denomina HiSentinel High-Altitude Airship. En 2005 se firmó un contrato por valor de ciento cincuenta millones de dólares con la empresa Lockheed-Martin para el desarrollo de un prototipo. Los primeros vuelos están programados para el año 2008.
También hay tres empresas privadas trabajando en dirigibles de gran altitud, incluyendo la posibilidad de un «dirigible orbital», capaz de llevar carga en una órbita terrestre baja, con un costo de transporte marginal.

## Experimentos notables y prototipos históricos
- El Heli-Stat fue una combinación de dirigible y helicóptero construido en Nueva Jersey en 1986.
- El Aereon fue un híbrido aerostato/aerodinámico construido en la década de 1970.
- El Cyclocrane fue un híbrido aerostato/rotor en el que todo el dirigible rotaba a lo largo de sus ejes longitudinales.
- El CL160 fue un dirigible semirrígido de gran tamaño que iba a ser construido en Alemania por la empresa Cargolifter. El proyecto fue abandonado en el año 2002 después de haberse edificado un gigantesco hangar en las afueras de Berlín, que a la fecha se ha convertido en un centro de entretenimiento llamado Tropical islands.
- En el año 2005 se desarrolló por breve tiempo un proyecto enfocado en la construcción de un gran dirigible de largo alcance llamado Walrus Hula,[25] patrocinado por el Departamento de Defensa de los Estados Unidos.[26] El objetivo era analizar la posibilidad de construir un dirigible capaz de transportar 450 toneladas de carga una distancia de 20 000 km, aterrizando en un lugar sin infraestructura específica, utilizando un mástil externo. Dos contratistas, Lockheed-Martin y US Aeros Airships recibieron contratos de aproximadamente tres millones de dólares para estudios de viabilidad. En marzo de 2006, se informó la finalización de la investigación, habiéndose completado la primera fase del proyecto.
- En Argentina, la empresa láctea "La Serenisíma", lanzó en 1995 una campaña publicitaria con un dirigible que recorrería todas las provincias Argentinas. Esta aeronave terminó por estrellarse en el año 1996 luego de una fuerte tormenta en Santa Fe.[27]

## En la cultura popular
El dirigible es un ingenio comúnmente asociado a la época de auge de la máquina de vapor, y suele ser un elemento común, tanto en su versión antigua, como en otras más evolucionadas, en muchos mundos de steampunk.

### Televisión
- En los Nickelodeon's Kids Choice Awards los premios que se entregan son dirigibles.
- En la primera adaptación animada de Fullmetal Alchemist (2003), cuando Ed viaja otra realidad, este llega al Londres durante la Primera Guerra Mundial y se pueden ver dirigibles atacando la ciudad.
- En el anime de Ataque a los Titanes, tanto el ejército de Marley como los eldianos usan dirigibles. En el capítulo no. 28 de la tercera temporada el padre de Eren, Grisha, se escapa del gueto donde vivía de niño con su hermana para ver un dirigible.
- En la serie infantil LazyTown, el protagonista Sportacus, vive en un dirigible azul.
- En la serie de HBO FRINGE en la 2 temporada en la realidad alterna muestran que los zepelín son usados como medios de transporte.

### Literatura
Los dirigibles han sido un tema popular en novelas, ciencia ficción y libros de aventuras desde fines del siglo XIX.
- Julio Verne:
  - Robur, el conquistador, 1886.
  - Dueño del Mundo, 1904.
- Emilio Salgari, El Tren Volador.
- H.G.Wells, Guerra en el aire, 1907.
- Mark Twain, Tom Sawyer aeronauta (historia corta).
- Rudyard Kipling, series ABC; un mundo donde los dirigibles se usan como medio común de transporte.
- Edgar Rice Burroughs, series Barsoom
- Michael Arlen, Mortalidad humana, 1993. Dirigibles con sustentación anti gravitatoria.
- Len Deighton, Invierno,1997.
- Michael Moorcock, El señor del cielo (trilogía).
- Jack Vance, Anome (trilogía).
- Poul Anderson, El pueblo del cielo (cuento).
- Kim Stanley Robinson, Trilogía marciana: dada la poco densa atmósfera de Marte, incluso a pesar de la terraformación, estos dirigibles debían ser mucho mayores que los terrestres.
- Kenneth Oppel, Airborn
- Philip Reeve, Crónicas de una ciudad hambrienta
- Jasper Fforde, el mundo de Thursday Next, serie cuya única novela publicada en castellano hasta la fecha es El caso Jane Eyre
- David Brin, Tierra,1990.
- Philip José Farmer, El mundo del río
- Philip Pullman, Trilogía de La Materia Oscura,1995-2000.
- Joe Haldeman, Guerra eterna
- Thomas Pynchon, Contra el día, 2006.

### Gastronomía
El nombre popular del plato nacional de Lituania, cepelinai, croquetas de patata asadas con carne, se deriva de la palabra «zepelín» debido a la similitud de formas.

### Cine
- El dirigible fantástico (1906) Cortometraje (cine mudo, B/N) francés dirigido por Georges Méliès.[28]
- Los ángeles del infierno (1930) incluye escenas de zepelines durante la Primera Guerra Mundial.
- Dirigible (1931) de Frank Capra.
- El dirigible robado (1967) película checa dirigida por Karel Zeman[29]
- La tienda roja (1969) película rusa dirigida por Mikhail Kalatozov con Sean Connery.[30]
- Zeppelin (1971) con Michael York.
- La isla del fin del mundo (1974).
- Hindeburg (1975) dirigida por Robert Wise.
- Domingo negro (1977) basada en la novela de Thomas Harris.
- A view to a Kill (1985), el malvado Zorin trata de escapar de Bond en un dirigible
- El castillo en el cielo (1986) Muestra máquinas voladoras semejantes a dirigibles.
- Indiana Jones y la última cruzada (1989) (el protagonista escapa de la Alemania nazi en uno de ellos)
- The Rocketeer (1991), con el zeppelin ficticio Luxembourg.
- Aventuras del pequeño Nemo en el país de los sueños (1992)
- El dirigible (1994) Película uruguaya de Pablo Dotta[31]
- The Mummy Returns (2001)
- Sky Captain and the World of Tomorrow (2004) dirigida por Kerry Conran La película empieza con el amarre del Hindeburg III en el Empire State Building.
- Stealth: La amenaza invisible (2005) Un dirigible cargado de combustible es utilizado para repostar a aviones en vuelo.
- Cars (2006). El dirigible de GoodYear en la carrera final.
- La brújula dorada (2007) La protagonista llega a Londres en un ferry del cielo, una máquina voladora parecida a un Zeppelin.
- Incendiary (2008) La protagonista contempla varios de estos, uno de ellos con la imagen de su fallecido hijo de cuatro años, quien murió en un ataque terrorista.
- Up Pixar (2009) Un dirigible llamado Spirit of Adventure forma parte de la trama.
- Huellas en el cielo (2012) película documental española dirigida por Sonia Tercero Ramiro, Susan Youdelman-Azcona.[32]

### Juegos
Algunos juegos cuentan con unidades similares a un dirigible, generalmente usado para transporte u elemento destructivo.
- En Clash of Clans, una de las máquina de asedio es un dirigible bélico, el cual se usa para introducir el castillo del clan dentro de una aldea enemiga, siempre y cuando no sea derribado por las defensas antes de tiempo.
- En Empire of steel (1992) para la SEGA Genesis, puedes jugar con un dirigible estilo Steampunk, así como muchos enemigos también lo son.
- En Final Fantasy VI (1994) se usan dos dirigibles: uno antes del fin del mundo y otro después.
- Parte de la saga Command & Conquer (1995-2013) contiene el Kirov Airship, dirigible perteneciente a la facción soviética de la saga de juegos Red Alert, Red Alert 2, Red Alert 2: Yuri's Revenge y Red Alert 3 de esa serie. Es un dirigible con ojos y boca de tiburón pintados sobre su morro. Irónicamente, es la unidad más resistente al fuego antiaéreo.
- En Ace Combat 3: Electrosphere (2000) la corporación Ouroboros emplea una unidad similar a un dirigible, desde la cual pueden repostar y despegar varios cazas.
- En parte de la saga Crimson Skies (2000-2003) el jugador destruye dirigibles enemigos a lo largo de cada juego.
- En Empires: Dawn of the Modern World (2003) los alemanes pueden construir y usar dirigibles como bombarderos y medios de transporte aéreo en las dos guerras mundiales.
- En Ratchet & Clank: Up Your Arsenal (2004) aparece un dirigible que se debe destruir para obtener un punto de habilidad en el planeta Metropolis.
- En World of Warcraft (2004), el dirigible goblin es el medio de transporte entre varias poblaciones de la Horda, así como su principal máquina aérea de guerra.
- En Rule of Rose (2006) gran parte de la trama ocurre dentro de un dirigible, aunque desde adentro no se nota.
- En Turning Point: Fall of Liberty (2008) los alemanes los utilizan para la invasión de Estados Unidos en dos versiones, la primera como transporte de tropas Nachteule y la segunda como transporte y plataforma de lanzamiento de aviones Flugzeugträger.
- En The Saboteur (2009), cuya acción transcurre en París bajo ocupación alemana durante la Segunda Guerra Mundial, son una incómoda presencia al sobrevolar el cielo durante todo el juego. El jugador tiene la oportunidad de destruirlos con armas antiaéreas para obtener un extra en contrabando.
- En Guns of Icarus (2010) los jugadores vuelan sobre dirigibles de ciencia ficción a modo de máquinas de guerra.
- En el juego flash Sydney Shark (2010) aparece un dirigible tipo Zeppelin. Como las demás aeronaves del juego, el tiburón que es manejado por el jugador ataca al Zeppelin, haciendo que explote.
- En Toy Soldiers (2010), en un nivel tienes que destruir un zeppelin.
- En Batman: Arkham City (2011) se pueden ver dirigibles en el cielo que muestran una linterna para poder ver mejor a los presos.
- En Batman: Arkham Knight (2015) los laboratorios de las Industrias Stagg están alojadas en dos dirigibles tipo Zeppelin.
- En BioShock Infinite (2013) el dirigible es un medio de transporte utilizado para viajar a distintas partes de Columbia. Así mismo, el personaje principal lleva a cabo distintas misiones dentro de uno.
- En Grand Theft Auto V (2013) puedes dirigir un zeppelin.
- En Valiant Hearts: The Great War (2014) el barón Von Dorf, antagonista principal del juego, usa un Zeppelin para escapar hasta que se desploma en los bosques de Reims.
- En The Order: 1886 (2015) el jugador y su equipo se infiltran en el dirigible Agamemnon para impedir un atentado a manos del grupo rebelde.
- En Fallout 4 (2015) la base de operaciones de una de las facciones (Hermandad del Acero), es un dirigible armado llamado El Prydwen.
- En Battlefield 1 (2016) Aeronave de refuerzo que aparece a veces en el modo conquista para equipos en desventaja. También aparecen 3 en la campaña.
- En Cities Skylines (2015) se pueden usar dirigibles como mecanismo de transporte desde actualización Mass Transit (2017).
- En Crash Bandicoot 3: Warped el jugador debe usar a Coco Bandicoot para derribar dirigibles desde un avión monomotor, en unos de los niveles ambientados en los combates aéreos ocurridos durante la Primera Guerra Mundial.
- En Metal Slug 4 (2002) cuarta entrega de los famosos juegos Arcade, el primer jefe a pelear es un dirigible armado llamado ''Brave Guerrier'' (Guerrero Valiente).
- En Fortnite, específicamente en la temporada 9 del modo de juego Batalla Campal, se visualizaban dos dirigibles con la enseña «El futuro es tuyo».
- En Car Eat Cars 2, en la versión de teléfonos, existe un enemigo llamado "Dirigible" y este es un dirigible capaz de bomardearnos.

### Música
- La banda británica de rock Led Zeppelin recibe su nombre de estos aparatos y a causa de una broma de Keith Moon.[33] Además, la imagen del accidente del dirigible Hindenburg aparece en la portada de su primer disco.
- La banda franco-inglesa de rock indie Phoenix (banda) plasma 3 dirigibles en la portada de su cuarto álbum Wolfgang Amadeus Phoenix de 2009.

### General
- http://www.techmez.com/2009/08/05/desarrollan-en-espana-grandes-dirigibles-propulsados-a-energia-solar/ Enlace que nos cuenta el prototipo español de dirigible solar.
- Dirigibles:viabilidad técnica y económica Universidad de Los Andes, Colombia.
- Dirigibles: aerostática y problemas de cálculo Ensayo, Universidad Nacional de México

### Historia del dirigible
- Dirigibles españoles La aportación de Leonardo Torres Quevedo
- Globos y dirigibles en la armada argentina
- Navy Lakehurst Historical Society - Historia de los dirigibles, especialmente norteamericanos.(en inglés)
- Airships Online - Fundación británica (en inglés)
- Historia de los dirigibles de la armada de Estados Unidos (en inglés)
- 621,195 Patente norteamericana de un «globo navegable» Concedida a Ferdinand von Zeppelin, 14 de marzo de 1899. (en inglés)
- Colección de dirigibles de Harold G. Dick - biografía (en inglés)
- Postales de la colección de Harold G. Dick (enlace roto disponible en Internet Archive; véase el historial, la primera versión y la última). (en inglés)
- La edad de oro de los grandes dirigibles de pasajeros (en inglés)
- US Centenario de la comisión de vuelo (en inglés)
- Simine's U.S. Base de datos de patentes de aviación -Estados Unidose, 1799-1909 (en inglés)

- Datos: Q133585
- Multimedia: Airships / Q133585